# Gerhard Uebele
Gerhard Uebele (* 18. November 1962 in Gomadingen-Offenhausen) ist ein Violinist für Neue Improvisationsmusik. Außerdem ist er als Musikjournalist tätig.

## Leben und Karriere
Uebele studierte Musikwissenschaften, Philosophie und Erziehungswissenschaften. Seit den 1980er Jahren tritt er regelmäßig mit führenden Vertretern des Free Jazz  und der Improvisierten Musik auf. So mit Sirone, Tristan Honsinger, Phil Minton, Harri Sjöström und Ernesto Rodrigues. Außerdem arbeitete er für die Neue Dresdner Kammermusik. Im Jahre 2009 konzipierte und organisierte er das Festival Violinale Berlin in Zusammenarbeit mit dem Exploratorium Berlin. Seine Texte über Musik erschienen u. a. in den Positionen, der Jüdischen Allgemeinen und den Ringgesprächen für Gruppenimprovisation.
Gerhard Uebele lebt in Berlin.

## Diskografie
- 2001: zwybaky mit Kai Fagaschinski, (Klarinette)
- 2003: Contre Plongée mit Ernesto Rodrigues (Viola), Guilherme Rodrigues (Violoncello) und José Oliveira (Klavier, Gitarre)
- 2009: Some of the things we could be mit  Torsten Papenheim (Komposition, Arrangement, Leitung, Gitarre), Dave Bennett (Gitarre), Derek Shirley (Kontrabass), Michael Thieke (Altsaxophon), Christian Marien (Schlagzeug) und anderen
- 2011:  Suite for String Quartet mit Zachary James Watkins (Komposition, Electronics, Leitung), Johnny Chang (Violine), Miriam Götting (Viola), Martin Smith (Violoncello).
- 2015 "Licht" mit Ernesto Rodrigues (Viola), Thorsten Bloedhorn (Gitarre), Ofer Bymel (Schlagzeug)
- 2016 "Thuya" (Québec-Berlin-String Trio) mit Klaus Kürvers (Kontrabass) und Rémy Belanger de Beauport (Violoncello)